# Peter Clack
Peter Clack é um ex-baterista da banda de rock australiana AC/DC. Ele juntou-se à banda em abril de 1974, na época formada por Malcolm Young (guitarra rítmica), Angus Young (guitarra solo), Dave Evans (vocal) e Rob Bailey (baixo elétrico). 
Foi um dos integrantes mais regulares da seção rítmica da banda durante 1974, continuando até janeiro de 1975, quando foi demitido juntamente com Bailey. Apareceu na mais antiga filmagem de vídeo do AC/DC, que se tem registro, o vídeo Last Picture Show Theatre de "Can I Sit Next To You". Foi integrante da banda durante a gravação de seu álbum de estreia High Voltage, mas aparentemente não contribuiu muito para ele. A maioria das partes gravadas da bateria teve a participação de Tony Currenti. O substituto definitivo de Clack foi Phil Rudd.